# Arc de Trajan (Mérida)
Pour les articles homonymes, voir Arc de Trajan.
L'arc de Trajan à Mérida (Espagne) est un arc monumental romain, appelé ainsi parce qu'il était autrefois considéré comme un arc de triomphe. L'arc est traditionnellement connu dans la ville sous le nom d'arc de Trajan, sans qu'il soit possible de le relier à cet empereur. Depuis le 13 décembre 1912, il est protégé en tant que bien d'intérêt culturel et en 1993, l'UNESCO l'a déclaré site du patrimoine mondial en tant que partie de l'ensemble archéologique de Mérida.

## Description
Il s'agit d'un arc en plein cintre d'une hauteur d'environ quinze mètres, y compris les deux mètres de sa base qui sont aujourd'hui enfouis sous la chaussée. La portée de l'arc est de presque neuf mètres, et d'une extrémité à l'autre de ses contreforts, il mesure treize mètres de long. Le matériau utilisé pour sa construction a été du granite dans lequel étaient régulièrement taillés de grandes pierres de taille et des voussoirs de 1,4 m de hauteur. Ces pierres étaient à l'origine ornementalement recouvertes de marbre, comme semblent l'indiquer les séries de trous dans les voussoirs et les pierres de taille.

## Interprétation
Le but de sa création, bien qu'il ait fait l'objet de diverses interprétations, était d'établir un point de repère significatif dans le tissu urbain de la ville romaine, un aspect qui est défini par le contenu de la forme de l'arc et la grandeur de l'échelle à laquelle il a été conçu. Le fait que son revêtement ait été perdu, et avec lui les inscriptions qui auraient pu le documenter, rend très difficile de concrétiser sa date de construction.
Selon le plan général de Mérida, à partir du point où se trouve l'arc, on peut suivre un alignement jusqu'à la rivière Albarregas, qui marquerait le tracé du cardo maximus, l'une des deux voies les plus importantes de la ville romaine, ce qui semble être corroboré par les vestiges d'un important égout localisé par Villena au XVIIIe siècle. Compte tenu de cette situation, l'arc de Trajan a été considéré comme la limite de cette voie, également comme une porte monumentale de la première enceinte supposée de la ville ou comme un possible arc de triomphe, cette dernière proposition ayant été reprise en raison de la plus grande similitude de cet arc avec les arcs de triomphe qu'avec les portes monumentales.
Les fouilles archéologiques autour de l'arc ont mis au jour quelques bronzes, des restes de sculptures ornementales et des inscriptions qui suggèrent l'existence d'un second forum à Augusta Emerita, en dehors du forum municipal bien connu situé au confluent du Cardo et du Decumanus. Il aurait eu le caractère d'un forum provincial, celui de la Lusitanie dont Mérida était la capitale, avec son temple du culte impérial et ses édifices monumentaux. L'Arc de Trajan serait inséré dans ce complexe urbain, dans lequel il agirait comme un élément de délimitation d'espaces aux significations différentes, en même temps qu'il constituerait l'entrée monumentale du grand espace clos que serait ce second forum de la ville.